# Gary Chathuant
Gary Cedric Chathuant (Les Abymes, 17 giugno 1983) è un cestista francese.